# Кызыл-Сеок
Кызыл-Сеок (кирг. Кызыл-Сөөк) — село в Жумгальском районе Нарынской области Кыргызстана. Входит в состав айылного аймака Мин-Куш.

## География
Село расположено в северо-западной части области, в долине реки Кызылсуек (бассейн реки Кёкёмерен), на расстоянии приблизительно 29 километров (по прямой) к юго-юго-западу от села Чаек, административного центра района.

## Население
Согласно оценочным данным Национального статистического комитета Кыргызской Республики, численность населения села на начало 2023 года составляла 221 человек.
| год     | 2009 | 2014 | 2015 | 2020 | 2021 | 2023 |
| ------- | ---- | ---- | ---- | ---- | ---- | ---- |
| человек | 180  | 175  | 171  | 215  | 213  | 221  |